# Annelie Pohlen
Annelie Pohlen (* 1944 in Bernkastel-Kues) ist eine deutsche Kunsthistorikerin, Autorin und Ausstellungskuratorin.

## Leben und Werk
Annelie Pohlen studierte Romanistik, Geschichte und Kunstgeschichte in Bonn und Paris. 1973 wurde sie mit einem Thema zur mittelalterlichen Geschichte promoviert. Pohlen wurde im Umfeld von Sigmar Polke und Joseph Beuys, Blinky Palermo und Reiner Ruthenbeck sozialisiert. Von 1973 bis 1986 war sie freie Kunstkritikerin für Tageszeitungen wie den Bonner Generalanzeiger, die Süddeutsche Zeitung, die Radiostationen ORF und Sender Freies Berlin, sowie verschiedene Kunstzeitschriften wie heute Kunst/Flash Art, Kunstforum International und Artforum.  Für Kunstforum gab sie unter anderem die Titelgeschichten für die Ausgaben Erotik in der Kunst heute (Bd. 46), Situation Schweiz (Bd. 63/64), Malerei – z. B. Landschaft (Bd. 70) und Skulptur ’85 (Bd. 79) heraus.
Seit 1980 war sie zeitgleich zu ihrer Kritikertätigkeit freie Kuratorin im Bonner Kunstverein. 1986 wurde sie, in der Nachfolge von Margarethe Jochimsen, dessen erste hauptamtliche Direktorin. Sie zeigte in den Räumen des Kunstvereins am August-Macke-Platz bis zu ihrem Ausscheiden 2004 über 200 Ausstellungen, die größtenteils von Publikationen begleitet wurden. Ihre Nachfolgerin als Direktorin wurde Christina Végh.
In monografischen Ausstellungen stellte Pohlen unter anderem Arbeiten von Christa Näher (1983), Kiki Smith (1992), Katharina Sieverding und Marlene Dumas (1993), Alighiero e Boetti (1992) und Thomas Ruff (1991), Heimo Zobernig (1998), John Bock (2001) oder Mark Dion (2002) vor.
An Themenausstellungen zeigte sie Brennpunkt Wien (1988), Die Große Oper oder die Sehnsucht nach dem Erhabenen (1988), die vierteilige Serie mit den Titeln Über-Leben (1993), Die Berechenbarkeit der Welt (1996), Rewind to the Future. Medienkunst von den 60er Jahren bis heute (1999) und Un-built Cities (2003/2004). 
Seit 2004 setzt sie, neben ihrer Tätigkeit in Hochschulkommissionen und Jurys, die Vermittlungstätigkeit als Autorin und Publizistin mit Katalogtexten, Essays und Kunstkritiken fort. Sie ist Mitglied in der deutschen Sektion der Association Internationale des Critiques d’Art (AICA).
Zusammen mit ihrer Kollegin Renate Puvogel erhielt Annelie Pohlen am 10. Juli 2018 im Museum Abteiberg in Mönchengladbach den traditionsreichen Rheinlandtaler. In der Laudatio wurde ihr langjähriges Wirken für die Gegenwartskunst im Rheinland und dessen regionale wie internationale Bedeutung gewürdigt.

## Schriften (Auswahl)
- Hrsg. mit Stephan Berg: Fonds zur guten Aussicht. Kunstfonds 1980–2010. Verlag für Moderne Kunst 2011, ISBN 978-3-86984250-9.
- Adriana Czernin. Revolver, Berlin 2005, ISBN 978-3-86588182-3.

Ausstellungsschriften für den Bonner Kunstverein
- Wechselströme. Kontemplation, Expression, Konstruktion. Wienand, 1987, ISBN 3-87909168-4.
- als Hrsg.: Urs Lüthi. Ritter, Klagenfurt 1993, ISBN 978-3-85415122-7.
- Über-Leben. Bonner Kunstverein, 1993
- Es grünt so grün ... Nobuyoshi Araki, Carsten Holler, Thomas Struth, Olaf Nicolai u. a. Bonner Kunstverein, 1997.
- Rewind to the Future. Bonner Kunstverein, 1999.
- Jean-Jacques Rullier. Bonner Kunstverein, 2001.